# John Ballard
John Ballard (gestorven 20 september 1586) was een katholieke priester en medesamenzweerder in het Babingtoncomplot.

## Biografie
John Ballard was een zoon van William Ballard uit Wratting, Suffolk. Hij studeerde zowel aan het St. Catherine's College als aan het Caius College van de Cambridge. Hij vertrok in 1579 naar Frankrijk om in Reims te studeren en in 1581 werd hij in Châlons tot priester gewijd. Nog datzelfde jaar reisde hij voor een eerste keer terug naar Engeland. Twee jaar later leerde hij in Parijs Thomas Morgan en Charles Paget kennen die hem een missie gaven om uit te voeren in Engeland.
In 1586 reisde hij af naar Parijs, waar hij Bernardino de Mendoza ontmoette. Terug in Londen overtuigde hij onder meer Anthony Babington en Chidiock Tichborne om Elizabeth I van Engeland van de troon te stoten om zo het herstel van het katholicisme in Engeland te bewerkstelligen en Maria Stuart op de troon te helpen. Mendoza had hem een invasie van 60 000 Spaanse troepen beloofd zo meldde hij Babington. Elizabeths spionagemeester Francis Walsingham had echter voorkennis van het complot, mede door inzet van twee agent provocateurs (Gilbert Gifford en Bernard Maude).
Ballard werd op 4 augustus gearresteerd en bekende en gaf de naam van Babington na marteling. Samen met hem werd hij op 20 september geëxecuteerd.

## In moderne media
In de film Elizabeth uit 1998 werd John Ballard geportretteerd door acteur Daniel Craig.
- Library of Congress Control Number: no94002973
- Virtual International Authority File: 11881602
- WorldCat: E39PBJt8jBppWMgH9WtTRMMwYP